# Szczecinki propleuralne
Szczecinki propleuralne (łac. chaetae propleurales) – rodzaj szczecinek występujący na tułowiu muchówek.
Szczecinki te obecne są w liczbie od jednej do kilku. Osadzone są nad biodrami przedniej pary odnóży.